# Бакман (город, Миннесота)
Бакман (англ. Buckman) — город в округе Моррисон, штат Миннесота, США. На площади 2,7 км² (2,7 км² — суша, водоёмов нет), согласно переписи 2002 года, проживают 208 человек. Плотность населения составляет 78,2 чел./км².
- Телефонный код города — 320
- Почтовый индекс — 56317
- FIPS-код города — 27-08416[1]
- GNIS-идентификатор — 0640594[2]